# Liste der Nummer-eins-Hits in Deutschland (2018)
Dies ist eine Liste der Nummer-eins-Hits in Deutschland im Jahr 2018. Die Single- und Albumcharts werden von GfK Entertainment wöchentlich zusammengestellt. Sie berücksichtigen den Verkauf von Tonträgern und Downloads sowie bezahltes Streaming.

## Singles
| ← 2017 ← | Liste der Nummer-eins-Hits in Deutschland | Liste der Nummer-eins-Hits in Deutschland          | Liste der Nummer-eins-Hits in Deutschland | 2019 → |
| \| Zeitraum \| Wo. ges. \| Interpret \| Titel Autor(en) \| Zusätzliche Informationen \| \| (Zeitraum, Wochen auf Platz eins, Interpret, Titel, Autor[en], zusätzliche Informationen) \| \| \| \| \| \| ----------------------------------------------------------------------------------------- \| -------- \| -------------------------------------------------- \| ----------------------------------------------------------------------------------------------------------------------------------------------------------------- \| -------------------------------------------------------------------------------------------------------------------------------------------------------------------------------------------------------------------------------------------------------------------------------------------------------------------------------------------------------------------------------------------------------------------------------------------------------------------------------------------------------------------------------------------------------------------------------------------------------------------------------------------------------------------------------------------------------------------------------------------------------------------------------------------------------------------------------------------------- \| \| 8. Dezember 2017 – 15. Februar 2018 10 Wochen \| 10 \| Ed Sheeran \| Perfect Edward Sheeran \| – \| \| 16. Februar 2018 – 22. Februar 2018 1 Woche (insgesamt 9) \| 9 \| Bausa \| Was du Liebe nennst Julian Otto, Martin Willumeit, Jonas Lang, Joachim Piehl, David Kraft, Tim Wilke \| Mit neun Wochen an der Spitze der deutschen Singlecharts wurde Was du Liebe nennst der am häufigsten an der Spitze platzierte deutschsprachige Hip-Hop-Song aller Zeiten. \| \| 23. Februar 2018 – 1. März 2018 1 Woche \| 1 \| Liam Payne & Rita Ora \| For You Ali Payami, Alexandra Tamposi, Andrew Wotman \| – \| \| 2. März 2018 – 8. März 2018 1 Woche \| 1 \| Drake \| God’s Plan Aubrey Graham, Ronald LaTour, Matthew Samuels, Daveon Jackson, Noah Shebib, Brock Korsan \| Für Drake war es nach One Dance (2016) der zweite Nummer-eins-Hit in Deutschland. \| \| 9. März 2018 – 15. März 2018 1 Woche \| 1 \| Olexesh feat. Edin \| Magisch Olexij Kosarev, Edin Osmanovski, Phil Ratey \| Für Olexesh ist es die erste Nummer-eins-Single und in derselben Woche stieg er mit seinem vierten Soloalbum Rolexesh ebenfalls das erste Mal auf Platz eins der deutschen Albumcharts ein. \| \| 16. März 2018 – 12. April 2018 4 Wochen (insgesamt 5) \| 5 \| Marshmello & Anne-Marie \| Friends Christopher Comstock, Anne-Marie Nicholson, Eden Anderson, Richard Boardman, Jasmine Thompson, Natalie Dunn, Sarah Blanchard, Pablo Bowman \| Für Anne-Marie ist es nach Rockabye (2016) bereits der zweite Nummer-eins-Hit in Deutschland. \| \| 13. April 2018 – 19. April 2018 1 Woche \| 1 \| Capital Bra \| 5 Songs in einer Nacht Vladislav Balovatsky, David Kraft, Tim Wilke \| Für Capital Bra ist es der erste Nummer-eins-Hit in Deutschland. Das Produzenten-Duo The Cratez (David Kraft und Tim Wilke) erreichte hiermit nach Was du Liebe nennst des Künstlers Bausa zum zweiten Mal die Spitzenposition. \| \| 20. April 2018 – 26. April 2018 1 Woche (insgesamt 5) \| 5 \| Marshmello & Anne-Marie \| Friends Christopher Comstock, Anne-Marie Nicholson, Eden Anderson, Richard Boardman, Jasmine Thompson, Natalie Dunn, Sarah Blanchard, Pablo Bowman \| – \| \| 27. April 2018 – 3. Mai 2018 1 Woche \| 1 \| Calvin Harris & Dua Lipa \| One Kiss Adam Wiles, Dua Lipa, Jessie Reyez \| – \| \| 4. Mai 2018 – 24. Mai 2018 3 Wochen \| 3 \| Capital Bra feat. Ufo361 \| Neymar Vladislav Balovatsky, Ufuk Bayraktar, Young Taylor, David Kraft, Tim Wilke \| Capital Bra schaffte es mit 5 Songs in einer Nacht und Neymar als erster deutscher Musiker mit zwei verschiedenen Singles innerhalb von drei Wochen die Spitzenposition zu belegen.[1] Für Ufo361 ist es der erste Nummer-eins-Erfolg. Das Produzenten-Duo The Cratez (bestehend aus David Kraft und Tim Wilke) platzierten sich mit Neymar zum dritten Mal binnen drei Monaten an der Spitzenposition. \| \| 25. Mai 2018 – 31. Mai 2018 1 Woche \| 1 \| Pietro Lombardi \| Phänomenal Philippe Heithier, Pietro Lombardi \| Für Lombardi ist es nach Señorita der zweite Nummer-eins-Erfolg binnen acht Monaten als Autor und Interpret. Als Interpret ist es insgesamt sein dritter Nummer-eins-Hit. Heithier erreichte als Autor erstmals die Spitzenposition der deutschen Singlecharts. \| \| 1. Juni 2018 – 14. Juni 2018 2 Wochen \| 2 \| Capital Bra \| One Night Stand Vladislav Balovatsky, David Kraft, Tim Wilke \| Für Capital Bra ist es bereits der dritte Nummer-eins-Erfolg innerhalb von nur zwei Monaten. Das Produzenten-Duo The Cratez platzierten sich mit One Night Stand zum vierten Mal binnen vier Monaten an der Spitzenposition. \| \| 15. Juni 2018 – 21. Juni 2018 1 Woche \| 1 \| Capital Bra \| Berlin lebt Vladislav Balovatsky, David Kraft, Tim Wilke \| Mit Berlin lebt erreicht Capital Bra bereits zum vierten Mal die Spitzenposition innerhalb von nur zwei Monaten. Für das Produzenten-Duo The Cratez ist es bereits das fünfte Mal binnen nur vier Monaten. \| \| 22. Juni 2018 – 5. Juli 2018 2 Wochen \| 2 \| Namika feat. Black M \| Je ne parle pas français (Beatgees Remix) Hanan Hamdi, Simon Müller-Lerch, Simon Triebel, Philip Böllhoff, Sipho Sililo, David Vogt, Hannes Büscher, Alpha Diallo \| Namika erreicht nach Lieblingsmensch zum zweiten Mal die Spitze der deutschen Charts nach fast genau drei Jahren. \| \| 6. Juli 2018 – 12. Juli 2018 1 Woche \| 1 \| Clean Bandit feat. Demi Lovato \| Solo Grace Chatto, Jack Patterson, Demetria Lovato, Camille Purcell, Frederick Gibson \| Für Clean Bandit ist es nach Rather Be und Rockabye bereits der dritte Nummer-eins-Erfolg in Deutschland. Demi Lovato erreicht zum ersten Mal die Spitze der deutschen Charts. \| \| 13. Juli 2018 – 19. Juli 2018 1 Woche \| 1 \| Bushido feat. Samra & Capital Bra \| Für euch alle Anis Ferchichi, Hussein Akkouche, Vladislav Balovatsky, David Kraft, Tim Wilke \| Knapp 14 Jahre nach seinem Chartdebüt erreicht Bushido erstmals Platz eins der deutschen Singlecharts. Für Capital Bra ist es bereits der fünfte Nummer-eins-Erfolg innerhalb von drei Monaten, für das Produzententeam The Cratez der sechste. \| \| 20. Juli 2018 – 9. August 2018 3 Wochen (insgesamt 11) \| 11 \| Dynoro & Gigi D’Agostino \| In My Mind Diego Leoni, Luigino Di Agostino, Ivan Gough, Aden Forte, Joshua Soon, Georgina Kingsley, Paolo Sandrini, Carlo Montagner \| Trotz mehrerer Charterfolge Anfang der 2000er ist In My Mind der erste Nummer-eins-Hit für Gigi D’Agostino in Deutschland. \| \| 10. August 2018 – 16. August 2018 1 Woche \| 1 \| Capital Bra feat. Juju \| Melodien Vladislav Balovatsky, Judith Wessendorf, David Kraft, Tim Wilke \| Zum sechsten Mal innerhalb von vier Monaten erreicht Capital Bra die Spitze der Singlecharts, das Produzententeam The Cratez zum siebten Mal. Für Rapperin Juju ist es der erste Nummer-eins-Erfolg. \| \| 17. August 2018 – 20. September 2018 5 Wochen (insgesamt 11) \| 11 \| Dynoro & Gigi D’Agostino \| In My Mind Diego Leoni, Luigino Di Agostino, Ivan Gough, Aden Forte, Joshua Soon, Georgina Kingsley, Paolo Sandrini, Carlo Montagner \| – \| \| 21. September 2018 – 27. September 2018 1 Woche \| 1 \| Bonez MC & RAF Camora feat. Gzuz \| Kokain John Moser, Raphael Ragucci, Kristoffer Klauß, Lane McCray, Melanie Thornton, David Kraft, Tim Wilke, Gerd Amir Saraf \| Mit Kokain erreichen die drei Künstler zum ersten Mal die Spitze der deutschen Singlecharts. Für das Produzententeam The Cratez ist es bereits der achte Nummer-eins-Erfolg innerhalb von sieben Monaten. \| \| 28. September 2018 – 11. Oktober 2018 2 Wochen (insgesamt 11) \| 11 \| Dynoro & Gigi D’Agostino \| In My Mind Diego Leoni, Luigino Di Agostino, Ivan Gough, Aden Forte, Joshua Soon, Georgina Kingsley, Paolo Sandrini, Carlo Montagner \| – \| \| 12. Oktober 2018 – 18. Oktober 2018 1 Woche \| 1 \| Bonez MC & RAF Camora \| 500 PS Raphael Ragucci, John Moser, David Kraft, Tim Wilke \| Die zwei Deutschrapper sind die ersten Künstler in der Geschichte der deutschen Musikcharts, denen es gelingt, mit drei Songs gleichzeitig die Top 3 der Charts zu belegen. Neben 500 PS platzierten sich auch Kokain und Nummer unterdrückt auf den ersten drei Plätzen. 500 PS ist für beide Künstler der zweite Nummer-eins-Erfolg innerhalb von drei Wochen. Sie sind zudem die ersten Musiker, die es geschafft haben, acht Lieder gleichzeitig in den Top 10 sowie 13 Lieder in den Top 20 der Singlecharts zu platzieren. Zeitgleich erreicht auch ihr Album Palmen aus Plastik 2 Platz eins der Albumcharts.[2] Die oben genannten Rekorde treffen auch für die Produzenten The Cratez zu, die alle platzierten Songs produziert oder coproduziert haben. Für sie ist es bereits der neunte Nummer-eins-Erfolg innerhalb von acht Monaten. \| \| 19. Oktober 2018 – 25. Oktober 2018 1 Woche (insgesamt 11) \| 11 \| Dynoro & Gigi D’Agostino \| In My Mind Diego Leoni, Luigino Di Agostino, Ivan Gough, Aden Forte, Joshua Soon, Georgina Kingsley, Paolo Sandrini, Carlo Montagner \| – \| \| 26. Oktober 2018 – 1. November 2018 1 Woche \| 1 \| Capital Bra feat. Luciano & Eno \| Roli Glitzer Glitzer Vladislav Balovatsky, Ensar Albayrak, Patrick Großmann, Vincent Stein, Konstantin Scherer \| Für Capital Bra ist es bereits der siebte Nummer-eins-Erfolg innerhalb von sechs Monaten. \| \| 2. November 2018 – 15. November 2018 2 Wochen \| 2 \| KitschKrieg feat. Trettmann, Gringo, Ufo361 & Gzuz \| Standard Stefan Richter, Ufuk Bayraktar, Kristoffer Klauß, Ilfan Kalender, Christoph Erkes, Christian Meyerholz, Nicole Schettler \| Für Ufo361 und Gzuz ist es bereits der zweite Nummer-eins-Hit. KitschKrieg, Trettmann und Gringo erreichen das erste Mal die Spitze der deutschen Charts. \| \| 16. November 2018 – 22. November 2018 1 Woche \| 1 \| Samra \| Cataleya Hussein Akkouche, Anis Ferchichi \| Der Rapper erreicht bereits seinen zweiten Nummer-eins-Erfolg in diesem Jahr. Mit Cataleya steht er zum ersten Mal als Solokünstler an der Spitze. \| \| 23. November 2018 – 29. November 2018 1 Woche (insgesamt 6) \| 6 \| Ava Max \| Sweet but Psycho Ava Max, William Lobban Bean, Andreas Andersen Haukeland, Madison Love, Henry Walter \| Nur vier Wochen nach ihrem Chartdebüt erreicht die Sängerin mit Sweet but Psycho ihren ersten Nummer-eins-Hit in Deutschland. \| \| 30. November 2018 – 6. Dezember 2018 1 Woche \| 1 \| Mero \| Baller los Enes Meral, Josh Petruccio \| Mero ist der erste Rapper, der mit seiner Debütsingle auf Platz eins der deutschen Singlecharts einsteigt.[3] \| \| 7. Dezember 2018 – 27. Dezember 2018 3 Wochen (insgesamt 6) \| 6 \| Ava Max \| Sweet but Psycho Ava Max, William Lobban Bean, Andreas Andersen Haukeland, Madison Love, Henry Walter \| – \| \| 28. Dezember 2018 – 3. Januar 2019 1 Woche \| 1 \| Capital Bra \| Benzema Vladislav Balovatsky, Konstantin Scherer, Vincent Stein \| Für Capital Bra ist es bereits der achte Nummer-eins-Erfolg innerhalb von acht Monaten. \| |                                           |                                                    | | |
| ← 2017 |                                           |                                                    | | → 2019 → |
| Zeitraum | Wo. ges.                                  | Interpret                                          | Titel Autor(en) | Zusätzliche Informationen |
| (Zeitraum, Wochen auf Platz eins, Interpret, Titel, Autor[en], zusätzliche Informationen) |                                           |                                                    | | |
| 8. Dezember 2017 – 15. Februar 2018 10 Wochen | 10                                        | Ed Sheeran                                         | Perfect Edward Sheeran | – |
| 16. Februar 2018 – 22. Februar 2018 1 Woche (insgesamt 9) | 9                                         | Bausa                                              | Was du Liebe nennst Julian Otto, Martin Willumeit, Jonas Lang, Joachim Piehl, David Kraft, Tim Wilke                                                              | Mit neun Wochen an der Spitze der deutschen Singlecharts wurde Was du Liebe nennst der am häufigsten an der Spitze platzierte deutschsprachige Hip-Hop-Song aller Zeiten. |
| 23. Februar 2018 – 1. März 2018 1 Woche | 1                                         | Liam Payne & Rita Ora                              | For You Ali Payami, Alexandra Tamposi, Andrew Wotman | – |
| 2. März 2018 – 8. März 2018 1 Woche | 1                                         | Drake                                              | God’s Plan Aubrey Graham, Ronald LaTour, Matthew Samuels, Daveon Jackson, Noah Shebib, Brock Korsan                                                               | Für Drake war es nach One Dance (2016) der zweite Nummer-eins-Hit in Deutschland. |
| 9. März 2018 – 15. März 2018 1 Woche | 1                                         | Olexesh feat. Edin                                 | Magisch Olexij Kosarev, Edin Osmanovski, Phil Ratey | Für Olexesh ist es die erste Nummer-eins-Single und in derselben Woche stieg er mit seinem vierten Soloalbum Rolexesh ebenfalls das erste Mal auf Platz eins der deutschen Albumcharts ein. |
| 16. März 2018 – 12. April 2018 4 Wochen (insgesamt 5) | 5                                         | Marshmello & Anne-Marie                            | Friends Christopher Comstock, Anne-Marie Nicholson, Eden Anderson, Richard Boardman, Jasmine Thompson, Natalie Dunn, Sarah Blanchard, Pablo Bowman                | Für Anne-Marie ist es nach Rockabye (2016) bereits der zweite Nummer-eins-Hit in Deutschland. |
| 13. April 2018 – 19. April 2018 1 Woche | 1                                         | Capital Bra                                        | 5 Songs in einer Nacht Vladislav Balovatsky, David Kraft, Tim Wilke                                                                                               | Für Capital Bra ist es der erste Nummer-eins-Hit in Deutschland. Das Produzenten-Duo The Cratez (David Kraft und Tim Wilke) erreichte hiermit nach Was du Liebe nennst des Künstlers Bausa zum zweiten Mal die Spitzenposition. |
| 20. April 2018 – 26. April 2018 1 Woche (insgesamt 5) | 5                                         | Marshmello & Anne-Marie                            | Friends Christopher Comstock, Anne-Marie Nicholson, Eden Anderson, Richard Boardman, Jasmine Thompson, Natalie Dunn, Sarah Blanchard, Pablo Bowman                | – |
| 27. April 2018 – 3. Mai 2018 1 Woche | 1                                         | Calvin Harris & Dua Lipa                           | One Kiss Adam Wiles, Dua Lipa, Jessie Reyez | – |
| 4. Mai 2018 – 24. Mai 2018 3 Wochen | 3                                         | Capital Bra feat. Ufo361                           | Neymar Vladislav Balovatsky, Ufuk Bayraktar, Young Taylor, David Kraft, Tim Wilke                                                                                 | Capital Bra schaffte es mit 5 Songs in einer Nacht und Neymar als erster deutscher Musiker mit zwei verschiedenen Singles innerhalb von drei Wochen die Spitzenposition zu belegen. Für Ufo361 ist es der erste Nummer-eins-Erfolg. Das Produzenten-Duo The Cratez (bestehend aus David Kraft und Tim Wilke) platzierten sich mit Neymar zum dritten Mal binnen drei Monaten an der Spitzenposition. |
| 25. Mai 2018 – 31. Mai 2018 1 Woche | 1                                         | Pietro Lombardi                                    | Phänomenal Philippe Heithier, Pietro Lombardi | Für Lombardi ist es nach Señorita der zweite Nummer-eins-Erfolg binnen acht Monaten als Autor und Interpret. Als Interpret ist es insgesamt sein dritter Nummer-eins-Hit. Heithier erreichte als Autor erstmals die Spitzenposition der deutschen Singlecharts. |
| 1. Juni 2018 – 14. Juni 2018 2 Wochen | 2                                         | Capital Bra                                        | One Night Stand Vladislav Balovatsky, David Kraft, Tim Wilke | Für Capital Bra ist es bereits der dritte Nummer-eins-Erfolg innerhalb von nur zwei Monaten. Das Produzenten-Duo The Cratez platzierten sich mit One Night Stand zum vierten Mal binnen vier Monaten an der Spitzenposition. |
| 15. Juni 2018 – 21. Juni 2018 1 Woche | 1                                         | Capital Bra                                        | Berlin lebt Vladislav Balovatsky, David Kraft, Tim Wilke | Mit Berlin lebt erreicht Capital Bra bereits zum vierten Mal die Spitzenposition innerhalb von nur zwei Monaten. Für das Produzenten-Duo The Cratez ist es bereits das fünfte Mal binnen nur vier Monaten. |
| 22. Juni 2018 – 5. Juli 2018 2 Wochen | 2                                         | Namika feat. Black M                               | Je ne parle pas français (Beatgees Remix) Hanan Hamdi, Simon Müller-Lerch, Simon Triebel, Philip Böllhoff, Sipho Sililo, David Vogt, Hannes Büscher, Alpha Diallo | Namika erreicht nach Lieblingsmensch zum zweiten Mal die Spitze der deutschen Charts nach fast genau drei Jahren. |
| 6. Juli 2018 – 12. Juli 2018 1 Woche | 1                                         | Clean Bandit feat. Demi Lovato                     | Solo Grace Chatto, Jack Patterson, Demetria Lovato, Camille Purcell, Frederick Gibson                                                                             | Für Clean Bandit ist es nach Rather Be und Rockabye bereits der dritte Nummer-eins-Erfolg in Deutschland. Demi Lovato erreicht zum ersten Mal die Spitze der deutschen Charts. |
| 13. Juli 2018 – 19. Juli 2018 1 Woche | 1                                         | Bushido feat. Samra & Capital Bra                  | Für euch alle Anis Ferchichi, Hussein Akkouche, Vladislav Balovatsky, David Kraft, Tim Wilke                                                                      | Knapp 14 Jahre nach seinem Chartdebüt erreicht Bushido erstmals Platz eins der deutschen Singlecharts. Für Capital Bra ist es bereits der fünfte Nummer-eins-Erfolg innerhalb von drei Monaten, für das Produzententeam The Cratez der sechste. |
| 20. Juli 2018 – 9. August 2018 3 Wochen (insgesamt 11) | 11                                        | Dynoro & Gigi D’Agostino                           | In My Mind Diego Leoni, Luigino Di Agostino, Ivan Gough, Aden Forte, Joshua Soon, Georgina Kingsley, Paolo Sandrini, Carlo Montagner                              | Trotz mehrerer Charterfolge Anfang der 2000er ist In My Mind der erste Nummer-eins-Hit für Gigi D’Agostino in Deutschland. |
| 10. August 2018 – 16. August 2018 1 Woche | 1                                         | Capital Bra feat. Juju                             | Melodien Vladislav Balovatsky, Judith Wessendorf, David Kraft, Tim Wilke                                                                                          | Zum sechsten Mal innerhalb von vier Monaten erreicht Capital Bra die Spitze der Singlecharts, das Produzententeam The Cratez zum siebten Mal. Für Rapperin Juju ist es der erste Nummer-eins-Erfolg. |
| 17. August 2018 – 20. September 2018 5 Wochen (insgesamt 11) | 11                                        | Dynoro & Gigi D’Agostino                           | In My Mind Diego Leoni, Luigino Di Agostino, Ivan Gough, Aden Forte, Joshua Soon, Georgina Kingsley, Paolo Sandrini, Carlo Montagner                              | – |
| 21. September 2018 – 27. September 2018 1 Woche | 1                                         | Bonez MC & RAF Camora feat. Gzuz                   | Kokain John Moser, Raphael Ragucci, Kristoffer Klauß, Lane McCray, Melanie Thornton, David Kraft, Tim Wilke, Gerd Amir Saraf                                      | Mit Kokain erreichen die drei Künstler zum ersten Mal die Spitze der deutschen Singlecharts. Für das Produzententeam The Cratez ist es bereits der achte Nummer-eins-Erfolg innerhalb von sieben Monaten. |
| 28. September 2018 – 11. Oktober 2018 2 Wochen (insgesamt 11) | 11                                        | Dynoro & Gigi D’Agostino                           | In My Mind Diego Leoni, Luigino Di Agostino, Ivan Gough, Aden Forte, Joshua Soon, Georgina Kingsley, Paolo Sandrini, Carlo Montagner                              | – |
| 12. Oktober 2018 – 18. Oktober 2018 1 Woche | 1                                         | Bonez MC & RAF Camora                              | 500 PS Raphael Ragucci, John Moser, David Kraft, Tim Wilke | Die zwei Deutschrapper sind die ersten Künstler in der Geschichte der deutschen Musikcharts, denen es gelingt, mit drei Songs gleichzeitig die Top 3 der Charts zu belegen. Neben 500 PS platzierten sich auch Kokain und Nummer unterdrückt auf den ersten drei Plätzen. 500 PS ist für beide Künstler der zweite Nummer-eins-Erfolg innerhalb von drei Wochen. Sie sind zudem die ersten Musiker, die es geschafft haben, acht Lieder gleichzeitig in den Top 10 sowie 13 Lieder in den Top 20 der Singlecharts zu platzieren. Zeitgleich erreicht auch ihr Album Palmen aus Plastik 2 Platz eins der Albumcharts. Die oben genannten Rekorde treffen auch für die Produzenten The Cratez zu, die alle platzierten Songs produziert oder coproduziert haben. Für sie ist es bereits der neunte Nummer-eins-Erfolg innerhalb von acht Monaten. |
| 19. Oktober 2018 – 25. Oktober 2018 1 Woche (insgesamt 11) | 11                                        | Dynoro & Gigi D’Agostino                           | In My Mind Diego Leoni, Luigino Di Agostino, Ivan Gough, Aden Forte, Joshua Soon, Georgina Kingsley, Paolo Sandrini, Carlo Montagner                              | – |
| 26. Oktober 2018 – 1. November 2018 1 Woche | 1                                         | Capital Bra feat. Luciano & Eno                    | Roli Glitzer Glitzer Vladislav Balovatsky, Ensar Albayrak, Patrick Großmann, Vincent Stein, Konstantin Scherer                                                    | Für Capital Bra ist es bereits der siebte Nummer-eins-Erfolg innerhalb von sechs Monaten. |
| 2. November 2018 – 15. November 2018 2 Wochen | 2                                         | KitschKrieg feat. Trettmann, Gringo, Ufo361 & Gzuz | Standard Stefan Richter, Ufuk Bayraktar, Kristoffer Klauß, Ilfan Kalender, Christoph Erkes, Christian Meyerholz, Nicole Schettler                                 | Für Ufo361 und Gzuz ist es bereits der zweite Nummer-eins-Hit. KitschKrieg, Trettmann und Gringo erreichen das erste Mal die Spitze der deutschen Charts. |
| 16. November 2018 – 22. November 2018 1 Woche | 1                                         | Samra                                              | Cataleya Hussein Akkouche, Anis Ferchichi | Der Rapper erreicht bereits seinen zweiten Nummer-eins-Erfolg in diesem Jahr. Mit Cataleya steht er zum ersten Mal als Solokünstler an der Spitze. |
| 23. November 2018 – 29. November 2018 1 Woche (insgesamt 6) | 6                                         | Ava Max                                            | Sweet but Psycho Ava Max, William Lobban Bean, Andreas Andersen Haukeland, Madison Love, Henry Walter                                                             | Nur vier Wochen nach ihrem Chartdebüt erreicht die Sängerin mit Sweet but Psycho ihren ersten Nummer-eins-Hit in Deutschland. |
| 30. November 2018 – 6. Dezember 2018 1 Woche | 1                                         | Mero                                               | Baller los Enes Meral, Josh Petruccio | Mero ist der erste Rapper, der mit seiner Debütsingle auf Platz eins der deutschen Singlecharts einsteigt. |
| 7. Dezember 2018 – 27. Dezember 2018 3 Wochen (insgesamt 6) | 6                                         | Ava Max                                            | Sweet but Psycho Ava Max, William Lobban Bean, Andreas Andersen Haukeland, Madison Love, Henry Walter                                                             | – |
| 28. Dezember 2018 – 3. Januar 2019 1 Woche | 1                                         | Capital Bra                                        | Benzema Vladislav Balovatsky, Konstantin Scherer, Vincent Stein                                                                                                   | Für Capital Bra ist es bereits der achte Nummer-eins-Erfolg innerhalb von acht Monaten. |

## Alben
| ← 2017 ← | Liste der Nummer-eins-Alben in Deutschland | Liste der Nummer-eins-Alben in Deutschland | Liste der Nummer-eins-Alben in Deutschland                       | 2019 →                                                                                                |
| \| Zeitraum \| Wo. ges. \| Interpret \| Titel \| Zusätzliche Informationen \| \| (Zeitraum, Wochen auf Platz eins, Interpret, Titel, zusätzliche Informationen) \| \| \| \| \| \| ------------------------------------------------------------------------------ \| -------- \| ------------------------ \| ---------------------------------------------------------------- \| ----------------------------------------------------------------------------------------------------- \| \| 22. Dezember 2017 – 18. Januar 2018 4 Wochen (insgesamt 7) \| 7 \| Ed Sheeran \| ÷ \| – \| \| 19. Januar 2018 – 25. Januar 2018 1 Woche \| 1 \| Klubbb3 \| Wir werden immer mehr! \| – \| \| 26. Januar 2018 – 1. Februar 2018 1 Woche \| 1 \| Mike Singer \| Deja Vu \| – \| \| 2. Februar 2018 – 8. Februar 2018 1 Woche \| 1 \| Tocotronic \| Die Unendlichkeit \| – \| \| 9. Februar 2018 – 15. Februar 2018 1 Woche \| 1 \| Justin Timberlake \| Man of the Woods \| – \| \| 16. Februar 2018 – 22. Februar 2018 1 Woche \| 1 \| Verschiedene Interpreten \| Fifty Shades Freed – The Final Chapter \| – \| \| 23. Februar 2018 – 1. März 2018 1 Woche \| 1 \| Goitzsche Front \| Deines Glückes Schmied \| – \| \| 2. März 2018 – 8. März 2018 1 Woche \| 1 \| B-Tight \| A.i.d.S. Royal \| Mit seinem achten Soloalbum erreichte der Rapper erstmals Platz 1 der deutschen Charts. \| \| 9. März 2018 – 15. März 2018 1 Woche \| 1 \| Olexesh \| Rolexesh \| – \| \| 16. März 2018 – 22. März 2018 1 Woche \| 1 \| Fantasy \| Das Beste von Fantasy – Das große Jubiläumsalbum mit allen Hits! \| – \| \| 23. März 2018 – 5. April 2018 2 Wochen \| 2 \| Frei.Wild \| Rivalen und Rebellen \| Für die Rockband ist es bereits das vierte Nummer-eins-Album in Deutschland. \| \| 6. April 2018 – 12. April 2018 1 Woche \| 1 \| Azet \| Fast Life \| – \| \| 13. April 2018 – 19. April 2018 1 Woche \| 1 \| Thirty Seconds to Mars \| America \| – \| \| 20. April 2018 – 26. April 2018 1 Woche \| 1 \| Ufo361 \| 808 \| Mit seinem zweiten Studioalbum 808 konnte er erstmals die Spitze der deutschen Albumcharts erreichen. \| \| 27. April 2018 – 3. Mai 2018 1 Woche \| 1 \| Sting & Shaggy \| 44/876 \| – \| \| 4. Mai 2018 – 17. Mai 2018 2 Wochen (insgesamt 4) \| 4 \| Helene Fischer \| Helene Fischer \| – \| \| 18. Mai 2018 – 24. Mai 2018 1 Woche \| 1 \| Kontra K \| Erde & Knochen \| – \| \| 25. Mai 2018 – 31. Mai 2018 1 Woche \| 1 \| Five Finger Death Punch \| And Justice for None \| – \| \| 1. Juni 2018 – 7. Juni 2018 1 Woche \| 1 \| Gzuz \| Wolke 7 \| – \| \| 8. Juni 2018 – 28. Juni 2018 3 Wochen \| 3 \| Andreas Gabalier \| Vergiss mein nicht \| – \| \| 29. Juni 2018 – 5. Juli 2018 1 Woche \| 1 \| Capital Bra \| Berlin lebt \| – \| \| 6. Juli 2018 – 12. Juli 2018 1 Woche \| 1 \| Juri \| Bratans aus Favelas \| – \| \| 13. Juli 2018 – 19. Juli 2018 1 Woche \| 1 \| Eloy de Jong \| Kopf aus – Herz an \| – \| \| 20. Juli 2018 – 26. Juli 2018 1 Woche \| 1 \| Die Amigos \| 110 Karat \| – \| \| 27. Juli 2018 – 2. August 2018 1 Woche \| 1 \| Powerwolf \| The Sacrament of Sin \| – \| \| 3. August 2018 – 9. August 2018 1 Woche \| 1 \| Summer Cem \| Endstufe \| – \| \| 10. August 2018 – 16. August 2018 1 Woche \| 1 \| Vanessa Mai \| Schlager \| – \| \| 17. August 2018 – 23. August 2018 1 Woche \| 1 \| Kollegah & Farid Bang \| Platin war gestern \| – \| \| 24. August 2018 – 30. August 2018 1 Woche \| 1 \| Saltatio Mortis \| Brot und Spiele \| – \| \| 31. August 2018 – 6. September 2018 1 Woche \| 1 \| Clueso \| Handgepäck I \| – \| \| 7. September 2018 – 13. September 2018 1 Woche \| 1 \| Marteria & Casper \| 1982 \| – \| \| 14. September 2018 – 20. September 2018 1 Woche \| 1 \| Paul McCartney \| Egypt Station \| – \| \| 21. September 2018 – 27. September 2018 1 Woche \| 1 \| Alligatoah \| Schlaftabletten, Rotwein V \| – \| \| 28. September 2018 – 4. Oktober 2018 1 Woche \| 1 \| Xatar \| Alles oder Nix II \| – \| \| 5. Oktober 2018 – 11. Oktober 2018 1 Woche \| 1 \| Bushido \| Mythos \| – \| \| 12. Oktober 2018 – 18. Oktober 2018 1 Woche \| 1 \| Bonez MC & RAF Camora \| Palmen aus Plastik 2 \| Mit Palmen aus Plastik 2 verzeichnen beide Rapper den erfolgreichsten Album-Start des Jahres.[2] \| \| 19. Oktober 2018 – 25. Oktober 2018 1 Woche \| 1 \| Bosse \| Alles ist jetzt \| – \| \| 26. Oktober 2018 – 1. November 2018 1 Woche \| 1 \| Genetikk \| Y.A.L.A \| – \| \| 2. November 2018 – 8. November 2018 1 Woche \| 1 \| The BossHoss \| Black Is Beautiful \| – \| \| 9. November 2018 – 15. November 2018 1 Woche \| 1 \| BAP \| Live und deutlich \| – \| \| 16. November 2018 – 22. November 2018 1 Woche (insgesamt 3) \| 3 \| Herbert Grönemeyer \| Tumult \| – \| \| 23. November 2018 – 29. November 2018 1 Woche (insgesamt 2) \| 2 \| The Kelly Family \| We Got Love \| – \| \| 30. November 2018 – 13. Dezember 2018 2 Wochen (insgesamt 3) \| 3 \| Herbert Grönemeyer \| Tumult \| – \| \| 14. Dezember 2018 – 20. Dezember 2018 1 Woche \| 1 \| Kollegah \| Monument \| – \| \| 21. Dezember 2018 – 10. Januar 2019 3 Wochen (insgesamt 4) \| 4 \| Udo Lindenberg \| MTV Unplugged 2: Live vom Atlantik (Zweimaster Edition) \| – \| |                                            |                                            |                                                                  | |
| ← 2017 |                                            |                                            |                                                                  | → 2019 →                                                                                              |
| Zeitraum | Wo. ges.                                   | Interpret                                  | Titel                                                            | Zusätzliche Informationen                                                                             |
| (Zeitraum, Wochen auf Platz eins, Interpret, Titel, zusätzliche Informationen) |                                            |                                            |                                                                  | |
| 22. Dezember 2017 – 18. Januar 2018 4 Wochen (insgesamt 7) | 7                                          | Ed Sheeran                                 | ÷                                                                | – |
| 19. Januar 2018 – 25. Januar 2018 1 Woche | 1                                          | Klubbb3                                    | Wir werden immer mehr!                                           | – |
| 26. Januar 2018 – 1. Februar 2018 1 Woche | 1                                          | Mike Singer                                | Deja Vu                                                          | – |
| 2. Februar 2018 – 8. Februar 2018 1 Woche | 1                                          | Tocotronic                                 | Die Unendlichkeit                                                | – |
| 9. Februar 2018 – 15. Februar 2018 1 Woche | 1                                          | Justin Timberlake                          | Man of the Woods                                                 | – |
| 16. Februar 2018 – 22. Februar 2018 1 Woche | 1                                          | Verschiedene Interpreten                   | Fifty Shades Freed – The Final Chapter                           | – |
| 23. Februar 2018 – 1. März 2018 1 Woche | 1                                          | Goitzsche Front                            | Deines Glückes Schmied                                           | – |
| 2. März 2018 – 8. März 2018 1 Woche | 1                                          | B-Tight                                    | A.i.d.S. Royal                                                   | Mit seinem achten Soloalbum erreichte der Rapper erstmals Platz 1 der deutschen Charts.               |
| 9. März 2018 – 15. März 2018 1 Woche | 1                                          | Olexesh                                    | Rolexesh                                                         | – |
| 16. März 2018 – 22. März 2018 1 Woche | 1                                          | Fantasy                                    | Das Beste von Fantasy – Das große Jubiläumsalbum mit allen Hits! | – |
| 23. März 2018 – 5. April 2018 2 Wochen | 2                                          | Frei.Wild                                  | Rivalen und Rebellen                                             | Für die Rockband ist es bereits das vierte Nummer-eins-Album in Deutschland.                          |
| 6. April 2018 – 12. April 2018 1 Woche | 1                                          | Azet                                       | Fast Life                                                        | – |
| 13. April 2018 – 19. April 2018 1 Woche | 1                                          | Thirty Seconds to Mars                     | America                                                          | – |
| 20. April 2018 – 26. April 2018 1 Woche | 1                                          | Ufo361                                     | 808                                                              | Mit seinem zweiten Studioalbum 808 konnte er erstmals die Spitze der deutschen Albumcharts erreichen. |
| 27. April 2018 – 3. Mai 2018 1 Woche | 1                                          | Sting & Shaggy                             | 44/876                                                           | – |
| 4. Mai 2018 – 17. Mai 2018 2 Wochen (insgesamt 4) | 4                                          | Helene Fischer                             | Helene Fischer                                                   | – |
| 18. Mai 2018 – 24. Mai 2018 1 Woche | 1                                          | Kontra K                                   | Erde & Knochen                                                   | – |
| 25. Mai 2018 – 31. Mai 2018 1 Woche | 1                                          | Five Finger Death Punch                    | And Justice for None                                             | – |
| 1. Juni 2018 – 7. Juni 2018 1 Woche | 1                                          | Gzuz                                       | Wolke 7                                                          | – |
| 8. Juni 2018 – 28. Juni 2018 3 Wochen | 3                                          | Andreas Gabalier                           | Vergiss mein nicht                                               | – |
| 29. Juni 2018 – 5. Juli 2018 1 Woche | 1                                          | Capital Bra                                | Berlin lebt                                                      | – |
| 6. Juli 2018 – 12. Juli 2018 1 Woche | 1                                          | Juri                                       | Bratans aus Favelas                                              | – |
| 13. Juli 2018 – 19. Juli 2018 1 Woche | 1                                          | Eloy de Jong                               | Kopf aus – Herz an                                               | – |
| 20. Juli 2018 – 26. Juli 2018 1 Woche | 1                                          | Die Amigos                                 | 110 Karat                                                        | – |
| 27. Juli 2018 – 2. August 2018 1 Woche | 1                                          | Powerwolf                                  | The Sacrament of Sin                                             | – |
| 3. August 2018 – 9. August 2018 1 Woche | 1                                          | Summer Cem                                 | Endstufe                                                         | – |
| 10. August 2018 – 16. August 2018 1 Woche | 1                                          | Vanessa Mai                                | Schlager                                                         | – |
| 17. August 2018 – 23. August 2018 1 Woche | 1                                          | Kollegah & Farid Bang                      | Platin war gestern                                               | – |
| 24. August 2018 – 30. August 2018 1 Woche | 1                                          | Saltatio Mortis                            | Brot und Spiele                                                  | – |
| 31. August 2018 – 6. September 2018 1 Woche | 1                                          | Clueso                                     | Handgepäck I                                                     | – |
| 7. September 2018 – 13. September 2018 1 Woche | 1                                          | Marteria & Casper                          | 1982                                                             | – |
| 14. September 2018 – 20. September 2018 1 Woche | 1                                          | Paul McCartney                             | Egypt Station                                                    | – |
| 21. September 2018 – 27. September 2018 1 Woche | 1                                          | Alligatoah                                 | Schlaftabletten, Rotwein V                                       | – |
| 28. September 2018 – 4. Oktober 2018 1 Woche | 1                                          | Xatar                                      | Alles oder Nix II                                                | – |
| 5. Oktober 2018 – 11. Oktober 2018 1 Woche | 1                                          | Bushido                                    | Mythos                                                           | – |
| 12. Oktober 2018 – 18. Oktober 2018 1 Woche | 1                                          | Bonez MC & RAF Camora                      | Palmen aus Plastik 2                                             | Mit Palmen aus Plastik 2 verzeichnen beide Rapper den erfolgreichsten Album-Start des Jahres.         |
| 19. Oktober 2018 – 25. Oktober 2018 1 Woche | 1                                          | Bosse                                      | Alles ist jetzt                                                  | – |
| 26. Oktober 2018 – 1. November 2018 1 Woche | 1                                          | Genetikk                                   | Y.A.L.A                                                          | – |
| 2. November 2018 – 8. November 2018 1 Woche | 1                                          | The BossHoss                               | Black Is Beautiful                                               | – |
| 9. November 2018 – 15. November 2018 1 Woche | 1                                          | BAP                                        | Live und deutlich                                                | – |
| 16. November 2018 – 22. November 2018 1 Woche (insgesamt 3) | 3                                          | Herbert Grönemeyer                         | Tumult                                                           | – |
| 23. November 2018 – 29. November 2018 1 Woche (insgesamt 2) | 2                                          | The Kelly Family                           | We Got Love                                                      | – |
| 30. November 2018 – 13. Dezember 2018 2 Wochen (insgesamt 3) | 3                                          | Herbert Grönemeyer                         | Tumult                                                           | – |
| 14. Dezember 2018 – 20. Dezember 2018 1 Woche | 1                                          | Kollegah                                   | Monument                                                         | – |
| 21. Dezember 2018 – 10. Januar 2019 3 Wochen (insgesamt 4) | 4                                          | Udo Lindenberg                             | MTV Unplugged 2: Live vom Atlantik (Zweimaster Edition)          | – |

## Jahreshitparaden
| ← 2017 ← | Liste der Jahres-Nummer-eins-Hits in Deutschland | Liste der Jahres-Nummer-eins-Hits in Deutschland | Liste der Jahres-Nummer-eins-Hits in Deutschland | 2019 →   |
| \| Singles \| Position# \| Alben \| \| -------------------------------------------------------------------------------------------------------------------------------------------------------------------------------------- \| --------- \| ------------------------------------------ \| \| In My Mind Dynoro & Gigi D’Agostino Diego Leoni, Luigino Di Agostino, Ivan Gough, Aden Forte, Joshua Soon, Georgina Kingsley, Paolo Sandrini, Carlo Montagner \| 1 \| Helene Fischer \| \| Perfect Ed Sheeran \| 2 \| Palmen aus Plastik 2 Bonez MC & RAF Camora \| \| Was du Liebe nennst Bausa Julian Otto, Martin Willumeit, Jonas Lang, Joachim Piehl, David Kraft, Tim Wilke \| 3 \| Wolke 7 Gzuz \| \| One Kiss Calvin Harris & Dua Lipa Adam Wiles, Dua Lipa, Jessie Reyez \| 4 \| Rivalen und Rebellen Frei.Wild \| \| Nevermind Dennis Lloyd \| 5 \| ÷ Ed Sheeran \| \| Bella Ciao (Hugel Remix) El Profesor Fausto Amodei \| 6 \| Tumult Herbert Grönemeyer \| \| Je ne parle pas français (Beatgees Remix) Namika feat. Black M Hanan Hamdi, Simon Müller-Lerch, Simon Triebel, Philip Böllhoff, Sipho Sililo, David Vogt, Hannes Büscher, Alpha Diallo \| 7 \| Na und?! Ben Zucker \| \| Solo Clean Bandit feat. Demi Lovato Grace Chatto, Jack Patterson, Demetria Lovato, Camille Purcell, Frederick Gibson \| 8 \| Mythos Bushido \| \| Friends Marshmello & Anne-Marie Christopher Comstock, Anne-Marie Nicholson, Eden Anderson, Richard Boardman, Jasmine Thompson, Natalie Dunn, Sarah Blanchard, Pablo Bowman \| 9 \| Im Auge des Sturms Santiano \| \| Échame la Culpa Luis Fonsi & Demi Lovato Luis Fonsi, Alejandro Rengifo, Mauricio Rengifo, Andrés Torres \| 10 \| Kopf aus – Herz an Eloy de Jong \| |                                                  |                                                  |                                                  |          |
| ← 2017 |                                                  |                                                  |                                                  | → 2019 → |
| Singles | Position#                                        | Alben                                            |                                                  |          |
| In My Mind Dynoro & Gigi D’Agostino Diego Leoni, Luigino Di Agostino, Ivan Gough, Aden Forte, Joshua Soon, Georgina Kingsley, Paolo Sandrini, Carlo Montagner | 1                                                | Helene Fischer                                   |                                                  |          |
| Perfect Ed Sheeran | 2                                                | Palmen aus Plastik 2 Bonez MC & RAF Camora       |                                                  |          |
| Was du Liebe nennst Bausa Julian Otto, Martin Willumeit, Jonas Lang, Joachim Piehl, David Kraft, Tim Wilke | 3                                                | Wolke 7 Gzuz                                     |                                                  |          |
| One Kiss Calvin Harris & Dua Lipa Adam Wiles, Dua Lipa, Jessie Reyez | 4                                                | Rivalen und Rebellen Frei.Wild                   |                                                  |          |
| Nevermind Dennis Lloyd | 5                                                | ÷ Ed Sheeran                                     |                                                  |          |
| Bella Ciao (Hugel Remix) El Profesor Fausto Amodei | 6                                                | Tumult Herbert Grönemeyer                        |                                                  |          |
| Je ne parle pas français (Beatgees Remix) Namika feat. Black M Hanan Hamdi, Simon Müller-Lerch, Simon Triebel, Philip Böllhoff, Sipho Sililo, David Vogt, Hannes Büscher, Alpha Diallo | 7                                                | Na und?! Ben Zucker                              |                                                  |          |
| Solo Clean Bandit feat. Demi Lovato Grace Chatto, Jack Patterson, Demetria Lovato, Camille Purcell, Frederick Gibson | 8                                                | Mythos Bushido                                   |                                                  |          |
| Friends Marshmello & Anne-Marie Christopher Comstock, Anne-Marie Nicholson, Eden Anderson, Richard Boardman, Jasmine Thompson, Natalie Dunn, Sarah Blanchard, Pablo Bowman | 9                                                | Im Auge des Sturms Santiano                      |                                                  |          |
| Échame la Culpa Luis Fonsi & Demi Lovato Luis Fonsi, Alejandro Rengifo, Mauricio Rengifo, Andrés Torres | 10                                               | Kopf aus – Herz an Eloy de Jong                  |                                                  |          |